# Cliff Curtis
Clifford Vivian Devon Curtis (Rotorua, 1968. július 27. –) új-zélandi színész. 

## Élete és pályafutása
Maori származásának köszönhetően képes latin-amerikaiak és arabok megformálására, karakterszínészként vált ismertté számos hollywoodi film révén, míg otthonában legtöbbször főszereplő.
Az új-zélandi Egykoron harcosok voltak-ban a nemi erőszakoló Bully bácsit alakította. Olyan világhírű színészek mellett tűnt fel Hollywoodban, mint Harrison Ford, Nicolas Cage, Denzel Washington, Arnold Schwarzenegger, Jim Carrey és George Clooney. 2003-ban tovább nőtt nemzetközi hírneve, mikor A bálnalovas című díjnyertes új-zélandi film egyik főszerepében láthatták a nézők.
2006-ban szerepelt Darren Aronofsky A forrás című filmjében, majd 2007-ben a Danny Boyle rendezte Napfény című sci-fiben. Ugyanebben az évben Die Hard 4. egyik mellékszerepét is eljátszotta.
2004-ben Ainsley Gardiner producerrel megalapította a Whenua Films elnevezésű független filmprodukciós céget. Céljuk az új-zélandi filmgyártás térnyerésének és a helyi rövidfilmesek támogatása. Curtist és Gardinert jelölte ki az Új-Zélandi Filmbizottság a Rövidfilm Alapítvány 2005/2006-os fejlesztésére és irányítására. Több rövidfilm is készült a cégük égisze alatt, a Two Cars, One Night 2005-ben Oscar-jelölést szerzett. A 2006-os cannes-i filmfesztiválon a Miramax Films megvásárolta első egész estés filmjük, az Eagle vs. Shark Amerikai Egyesült Államokbeli terjesztésének jogait.

## Érdekességek
A River Queen készítése alatt Curtis egy háznak ütközött autójával, miközben egy SMS-re válaszolt. Kisebb sérülésekkel megúszta a balesetet.

## Filmográfia

### Film
| Év   | Magyar cím                          | Eredeti cím                           | Szerep                               | Magyar hang            |
| ---- | ----------------------------------- | ------------------------------------- | ------------------------------------ | ---------------------- |
| 1993 | Zongoralecke                        | The Piano                             | Mana                                 |                        |
| 1993 |                                     | Desperate Remedies                    | Fraser                               |                        |
| 1994 |                                     | Kahu & Maia                           | Kahu                                 |                        |
| 1994 | Egykoron harcosok voltak            | Once Were Warriors                    | Bully bácsi                          | Rosta Sándor           |
| 1994 | Rapa Nui – A világ közepe           | Rapa Nui                              | rövid fül                            |                        |
| 1996 |                                     | Chicken                               | Zeke                                 |                        |
| 1996 |                                     | Mananui                               | Mana                                 |                        |
| 1998 | Kísértethajó                        | Deep Rising                           | Mamooli                              | Bozsó Péter            |
| 1998 | Hat nap, hét éjszaka                | Six Days, Seven Nights                | Kip                                  | eredeti nyelven        |
| 1999 | Vírus – Pusztító idegen             | Virus                                 | Hiko                                 | Sinkovits-Vitay András |
| 1999 | Sivatagi cápák                      | Three Kings                           | Amir Abdulah                         | Juhász György          |
| 1999 | A holtak útja                       | Bringing Out the Dead                 | Cy Coates                            | Csík Csaba Krisztián   |
| 1999 | A bennfentes                        | The Insider                           | Fadlallah sejk                       | Dobránszky Zoltán      |
| 2000 |                                     | Jubilee                               | Billy Williams                       |                        |
| 2001 | Betépve                             | Blow                                  | Pablo Escobar                        | Gesztesi Károly        |
| 2001 | Kiképzés                            | Training Day                          | 'Smiley'                             | Ganxsta Zolee          |
| 2001 | Kiképzés                            | Training Day                          | 'Smiley'                             | Széles László          |
| 2001 | Mi lenne, ha?                       | The Majestic                          | A gonosz, de jóképű Khalid herceg    | Tarján Péter           |
| 2002 | Az igazság nevében                  | Collateral Damage                     | Claudio 'El Lobo' Perrini            | Rába Roland            |
| 2002 | A bálnalovas                        | Whale Rider                           | Porourangi                           | Stohl András           |
| 2003 | Az ítélet eladó                     | Runaway Jury                          | Frank Herrera                        | Sztarenki Pál          |
| 2004 |                                     | Fracture                              | Franklin nyomozó                     |                        |
| 2004 |                                     | Spooked                               | Mort Whitman                         |                        |
| 2004 |                                     | Heinous Crime                         | pizzafutár                           |                        |
| 2005 |                                     | The Pool                              | férj                                 |                        |
| 2005 |                                     | River Queen                           | Wiremu                               |                        |
| 2006 | A forrás                            | The Fountain                          | Ariel kapitány                       | Betz István            |
| 2007 | Napfény                             | Sunshine                              | Searle                               | Anger Zsolt            |
| 2007 | Törés                               | Fracture                              | Flores nyomozó                       | Háda János             |
| 2007 | Die Hard 4.0 – Legdrágább az életed | Live Free or Die Hard                 | Miguel Bowman FBI igazgatóhelyettese | Koncz István           |
| 2008 | I. e. 10 000                        | 10,000 BC                             | Tic'Tic                              | Epres Attila           |
| 2009 | Az energia                          | Push                                  | Hook Waters                          | Dányi Krisztián        |
| 2009 | A szabadság határai                 | Crossing Over                         | Hamid Baraheri                       | Holl Nándor            |
| 2010 | Az utolsó léghajlító                | The Last Airbender                    | Ozai, a tűzúr                        | Epres Attila           |
| 2011 | Colombiana                          | Colombiana                            | Emilio Restrepo                      | Epres Attila           |
| 2012 | Ezer szó                            | A Thousand Words                      | Dr. Sinja                            | Karácsonyi Zoltán      |
| 2014 | Sötét vezér                         | The Dark Horse                        | Genesis Potini                       |                        |
| 2015 | Az utolsó lovagok                   | Last Knights                          | Cortez hadnagy                       | Varga Rókus            |
| 2016 | Feltámadás                          | Risen                                 | Názáreti Jézus                       | Fesztbaum Béla         |
| 2018 | Meg – Az őscápa                     | The Meg                               | James 'Mac' Mackreides               | Rátóti Zoltán          |
| 2019 | Halálos iramban: Hobbs & Shaw       | Fast & Furious Presents: Hobbs & Shaw | Jonah Hobbs                          | Rajkai Zoltán          |
| 2019 | Álom doktor                         | Doctor Sleep                          | Billy Freeman                        | Király Attila          |
| 2021 | Új múlt                             | Reminiscence                          | Cyrus Boothe                         | Maday Gábor            |
| 2021 |                                     | Murina                                | Javier                               |                        |
| 2022 |                                     | Muru                                  | Tawharau "Taffy" őrmester            |                        |
| 2022 | Avatar: A víz útja                  | Avatar: The Way of Water              | Tonowari                             | Sarádi Zsolt           |
| 2023 | Meg 2. – Az árok                    | Meg 2: The Trench                     | James 'Mac' Mackreides               | Rátóti Zoltán          |
| 2023 | Jessica útja                        | True Spirit                           | Ben Bryant                           | Epres Attila           |
| 2024 |                                     | Ka Whawhai Tonu                       | Wi Toka                              |                        |
| 2025 | Avatar 3.                           | Avatar 3                              | Tonowari                             |                        |

### Televízió
| Év        | Magyar cím             | Eredeti cím                | Szerep                  | Megjegyzések |
| --------- | ---------------------- | -------------------------- | ----------------------- | ------------ |
| 1991      |                        | Under Cover                | Zip                     | tévéfilm     |
| 1994      | Herkules az alvilágban | Hercules in the Underworld | Nessus                  | tévéfilm     |
| 1995      |                        | Mysterious Island          | Peter                   | 2 epizód     |
| 1996      |                        | City Life                  | Daniel Freeman          | 4 epizód     |
| 1998      |                        | The Chosen                 | Tahere atya             | tévéfilm     |
| 2002      |                        | Point of Origin            | Mike Camello            | tévéfilm     |
| 2004      |                        | Traffic                    | Adam Kadyrov            | 3 epizód     |
| 2009–2010 | Trauma                 | Trauma                     | Reuben 'Nyuszi' Palchuk | 20 epizód    |
| 2011      | A hidegsebész          | Body of Proof              | Derek Ames FBI-ügynök   | 2 epizód     |
| 2012      | Missing – Elrabolva    | Missing                    | Dax Miller ügynök       | 10 epizód    |
| 2014      |                        | Gang Related               | Javier Acosta           | 13 epizód    |
| 2015–2017 | Fear the Walking Dead  | Fear the Walking Dead      | Travis Manawa           | 21 epizód    |
| 2016–2017 |                        | Talking Dead               | önmaga                  | 3 epizód     |
| 2023–     | Legyőzhetetlen         | Invincible                 | Paul (hangja)           | 2. évad      |

## Díjak és jelölések
- New Zealand Film and TV Awards
  - 2003. legjobb férfi mellékszereplő (A bálnalovas)
  - 2000. legjobb színész (Jubilee)
  - 1994. legjobb férfi mellékszereplő (Desperate Remedies)